# WISE 0855−0714
WISE 0855−0714, med den fullständiga designationen WISE J085510.83−071442.5, är en brun dvärg som befinner sig 7,3 ljusår från Jorden och är därmed det fjärde närmaste stjärnsystemet till solen. År 2014 hade stjärnan den tredje största kända egenrörelsen, 8,072 ± 0,026 bågsekunder/år.) och den fjärde största parallaxen, 433 ± 15 bågsekunder.
Stjärnan har uppmärksammats framför allt för att den är det kallaste objekt som astronomerna hittills funnit, som kan kallas stjärna. Dess temperatur är 225–260 K, vilket innebär −48 till och med −13°C.
WISE 0855-0714 upptäcktes i mars 2013. Upptäckten tillkännagavs i april 2014 av den amerikanske astronomen Kevin Luhman med uppgifter från rymdteleskopet WISE. Stjärnan har en uppskattad massa på ≈3–10 jupitermassor.